# William Ringström

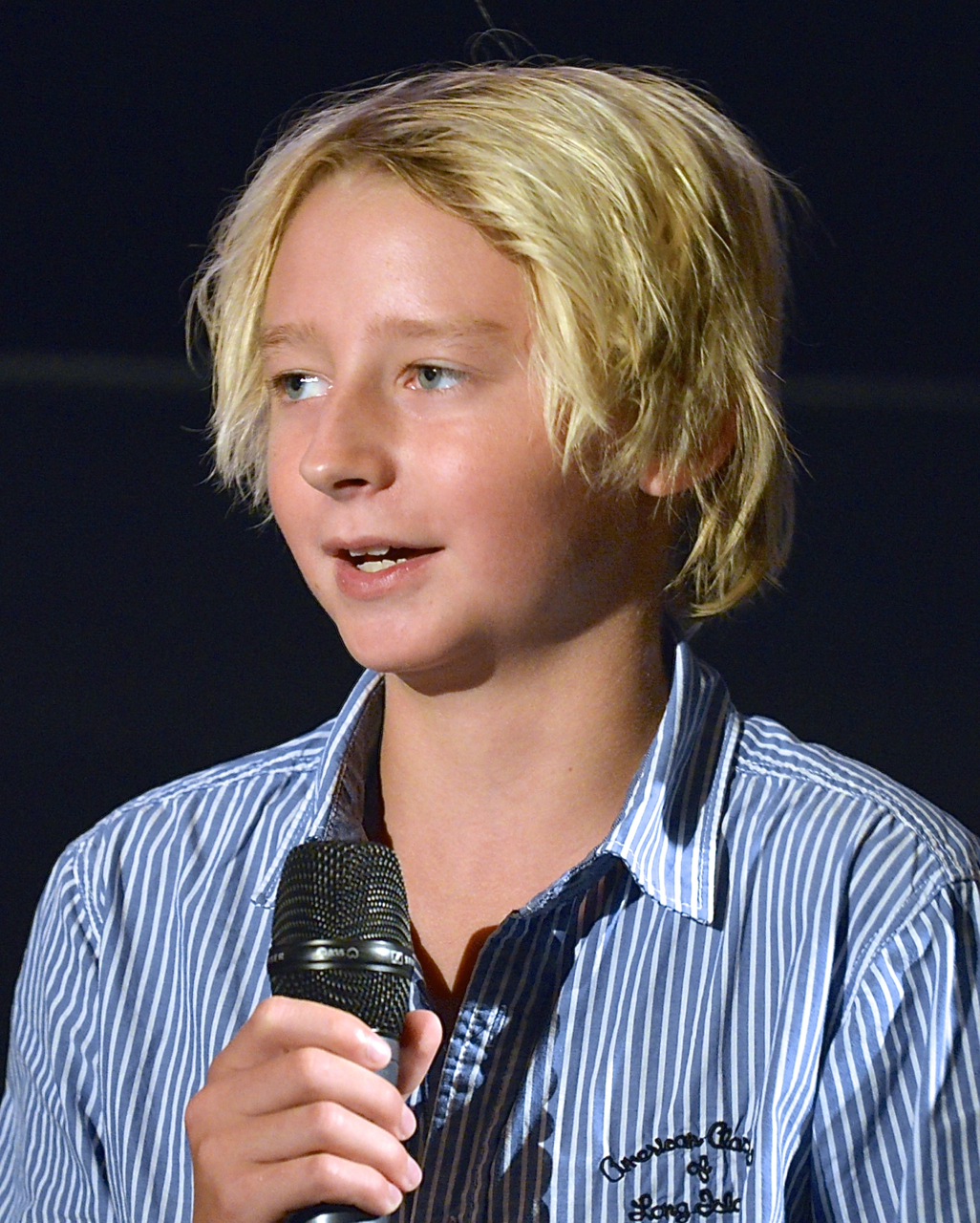
William Ringström

Carl William Ivar Ringström (* 29. September 2000) ist ein schwedischer Schauspieler.

## Leben und Karriere
Ringström wurde am 29. September 2000 geboren. Sein Debüt gab er 2012 in dem Film Sune i Grekland. Anschließend war er 2013 in Sune på bilsemester zu sehen. Außerdem wurde er 2014 für den Film Sune i fjällen gecastet. Unter anderem  lieh er Gregory in der schwedischen Version von Hinter der Gartenmauer seine Stimme.

## Filmografie
- 2012: Sune i Grekland
- 2013: Sune på bilsemester
- 2014: Sune i fjällen
- 2015: Hinter der Gartenmauer (Over the Garden Wall)